# Muchołówka amerykańska

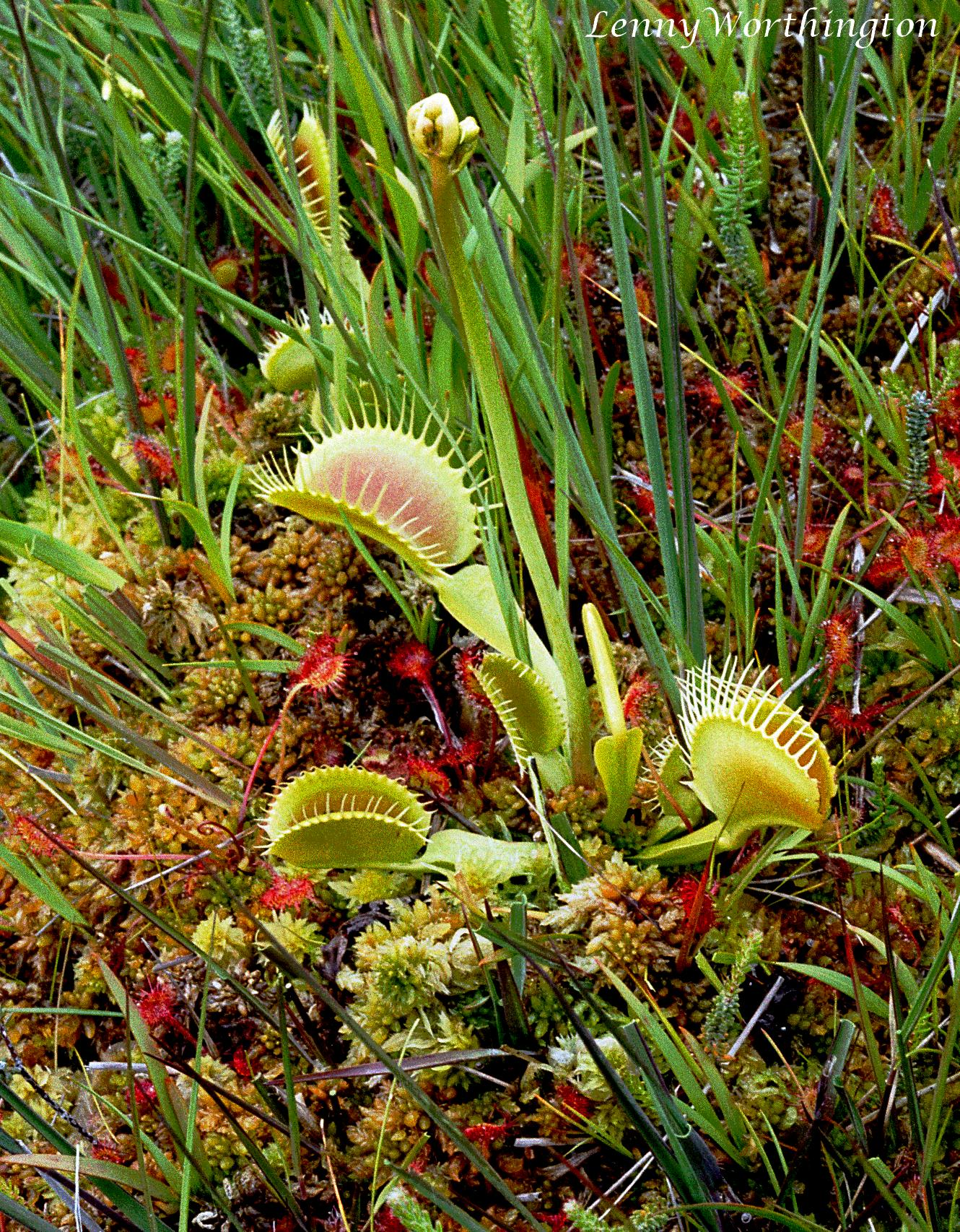
Muchołówka w swoim siedlisku

Muchołówka amerykańska (Dionaea muscipula) – gatunek z monotypowego rodzaju muchołówka Dionaea z rodziny rosiczkowatych. Jest to roślina występująca w naturze wyłącznie w Karolinie Północnej i Karolinie Południowej (Ameryka Północna).

## Morfologia

Liść pułapkowy

LiściePrzekształcone w pułapki (tzw. liście pułapkowe), wabiące ofiary słodkim nektarem i czerwonym ubarwieniem. Ubarwienie pułapki zależy od nasłonecznienia. Pułapka składa się z blaszki składającej się w połowie, od wewnętrznej strony każdej z połówek blaszki znajdują się trzy włoski czuciowe.
KwiatyDrobne o średnicy około 5 mm, nie mają atrakcyjnego wyglądu. Kwitnienie w przypadku osłabionych roślin może prowadzić do obumarcia rośliny.

## Biologia i ekologia
Bylina mięsożerna. Siedlisko: tereny bagienne z glebą ubogą w substancje odżywcze. Jeśli potencjalna ofiara potrąci znajdujący się na liściach pułapkowych jeden włosek dwa razy, bądź pojedynczo dwa inne w odstępie mniejszym niż ok. pół minuty, pułapka zamyka się w czasie zwykle krótszym od 1 sekundy. Roślina rozpoczyna wydzielanie enzymów trawiennych. Trawienie trwa kilka dni, w zależności od wielkości ofiary. Po zakończeniu tego procesu pułapka otwiera się i czyha na kolejnego owada (liczba zamknięć pułapki jest ograniczona do około 2-4, czasami do 1). Jeżeli pułapka nie nadaje się już do łapania zdobyczy, usycha, zaś na jej miejsce szybko wyrasta nowa.
Oprócz chwytania owadów podstawowym procesem prowadzonym w liściach jest fotosynteza, będąca źródłem energii dla procesów przemiany materii. Drapieżnictwo pozwala głównie zapewnić wystarczającą ilość azotu, w który ubogie są gleby, na których roślina występuje.

## Systematyka
Pozycja systematyczna;
Gatunek z monotypowego rodzaju muchołówka Dionaea Sol. ex Ellis, St.James Chron.Brit.Eve.Post No.1172:4 1768. Takson według Angiosperm Phylogeny Website (aktualizowane systemy APG) należy do rodziny rosiczkowatych, która wraz z kilkoma rodzinami roślin owadożernych tworzy klad bazalny w obrębie rzędu goździkowców (Caryophyllales) należących do dwuliściennych właściwych. 

## Zmienność
Znanych jest ponad 400 odmian wyhodowanych sztucznie (kultywarów), są to między innymi:
- Dionaea 'Akai Ryu' {R. Gagliardo}
- Dionaea 'Alien' {G. Bily}
- Dionaea 'B52' {B. Rice}
- Dionaea 'Big Mouth' {T. Camilleri}
- Dionaea 'Bohemian Garnet' {M. Srba}
- Dionaea 'Clayton's Red Sunset' {C. Clayton}
- Dionaea 'Clumping Cultivar' {D'Amato}
- Dionaea 'Coquillage' {G. Bily}
- Dionaea 'Cupped Trap' {S. Stewart}
- Dionaea 'Dentate Traps' {B. Rice}
- Dionaea 'Dentate' {D'Amato}
- Dionaea 'Dente' {D'Amato}
- Dionaea 'Fondue' {G. Bily}
- Dionaea 'Fused Tooth' {D'Amato}
- Dionaea 'Green Dragon' {M. Erbacher & M. Stoeckl}
- Dionaea 'Holland Red' {M. Erbacher & M. Stoeckl}
- Dionaea 'JA1' {J. A. Gonzalez Dominguez}
- Dionaea 'Jaws' {L. Song}
- Dionaea 'Justina Davis' {B. Rice}
- Dionaea 'Kinchyaku' {K. Kondo}
- Dionaea 'Korean Melody Shark' {G. W. Jang & W. H. Yoon}
- Dionaea 'Korrigans' {G. Bily}
- Dionaea 'Louchapates' {R. Anfraix}
- Dionaea 'Microdent' {Quenon}
- Dionaea 'Mirror' {D. Blancquaert}
- Dionaea 'Petite Dragon' {R. Ziemer}
- Dionaea 'Red Burgundy' {M. Erbacher & M. Stoeckl}
- Dionaea 'Red Piranha' {E. Read}
- Dionaea 'Red Rosetted' {D'Amato}
- Dionaea 'Royal Red' {AUPBR 464}
- Dionaea 'Sawtooth' {B. Rice}
- Dionaea 'Scarlet Bristle' {R. Keehn}
- Dionaea 'Wacky Traps' {B. Rice}

## Galeria

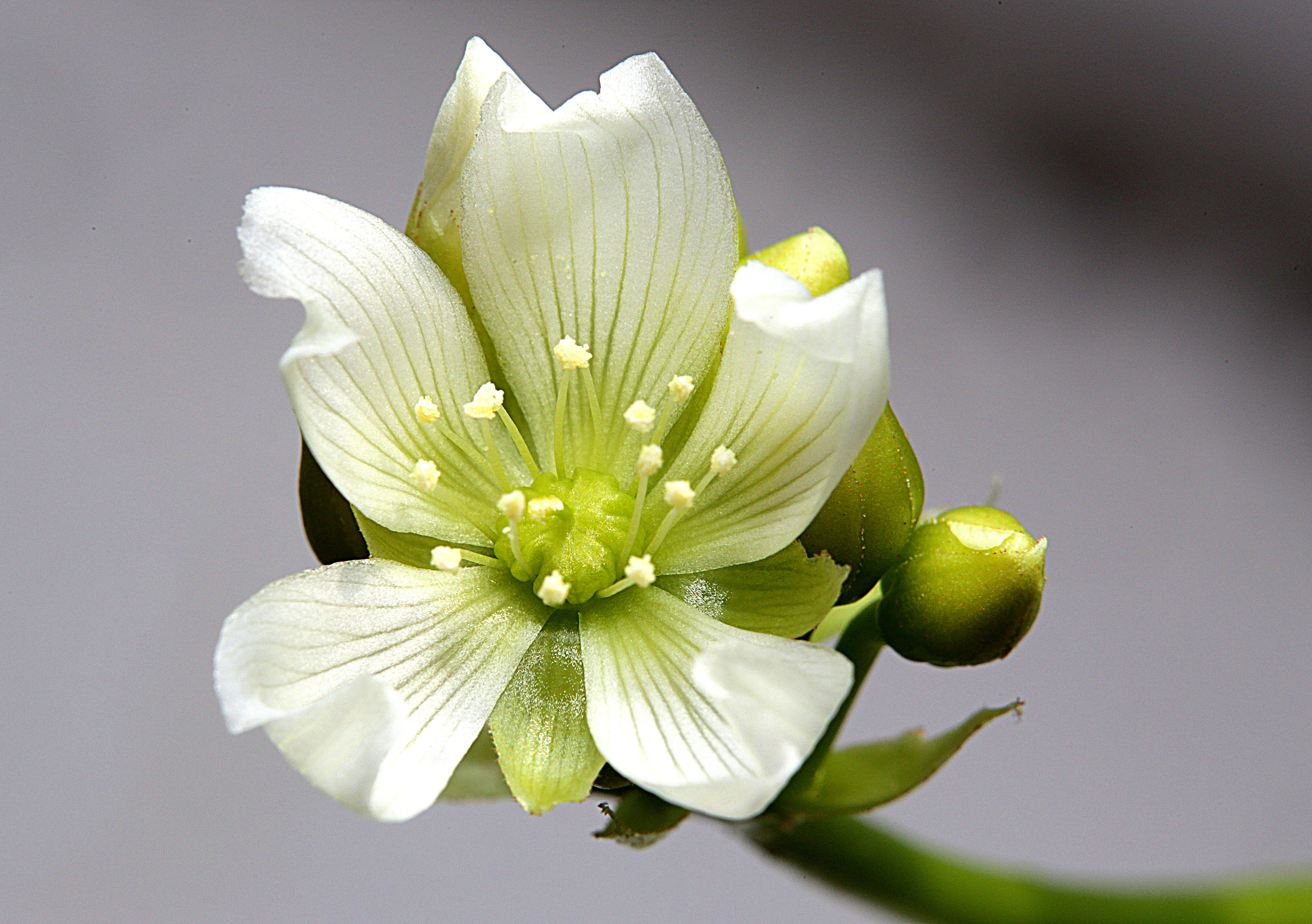
Kwiat
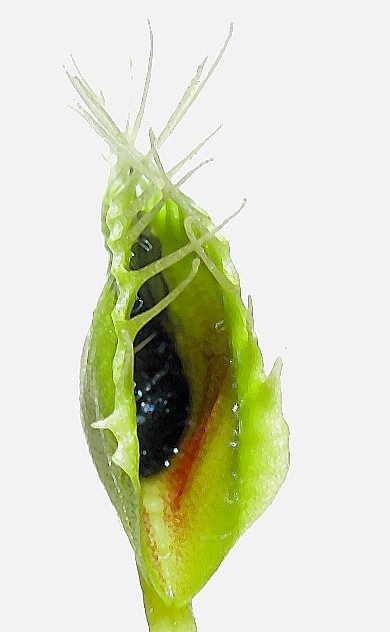
Owad w liściu pułapkowym
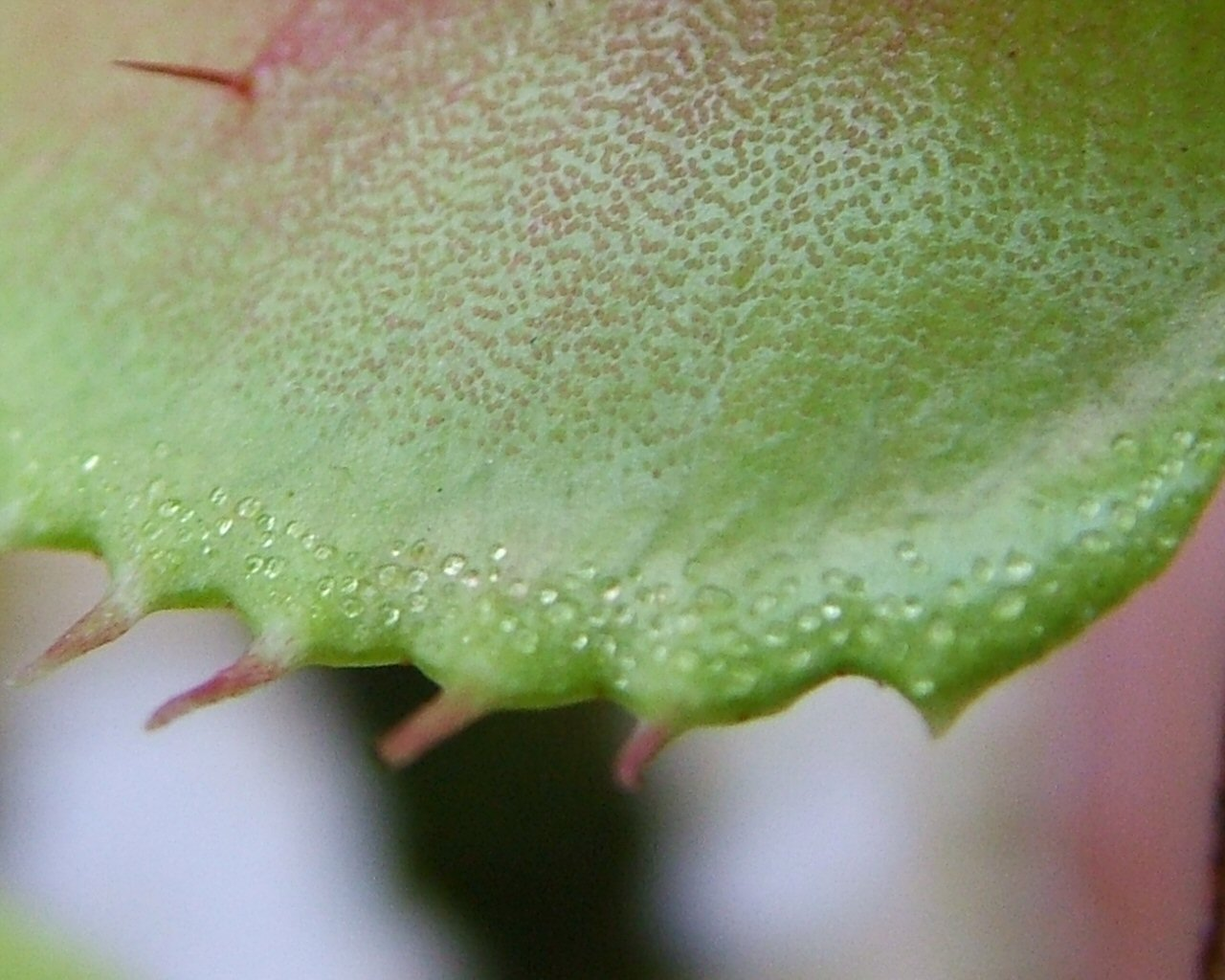
Nektar na obrzeżu pułapki
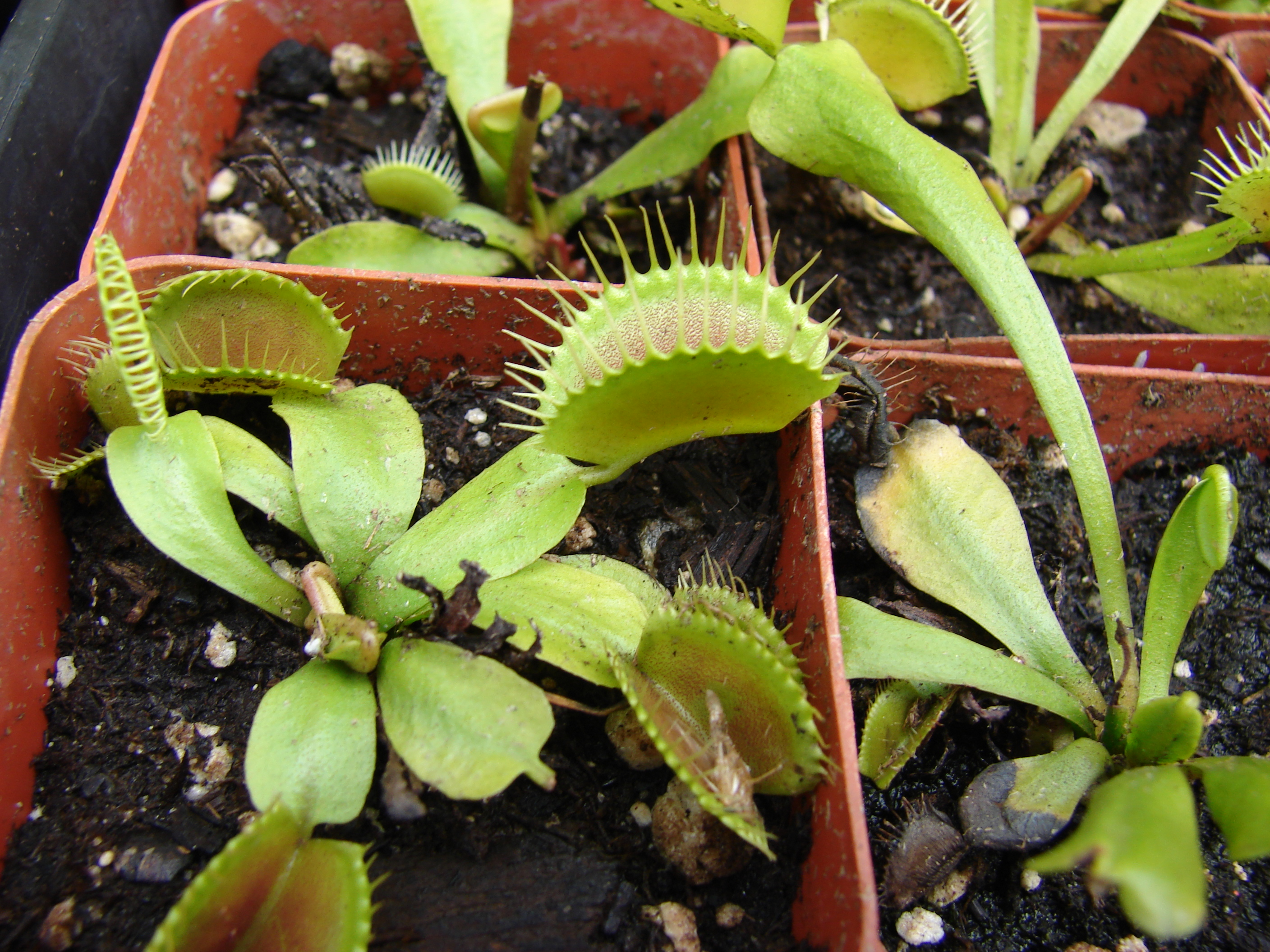
Pokrój rośliny
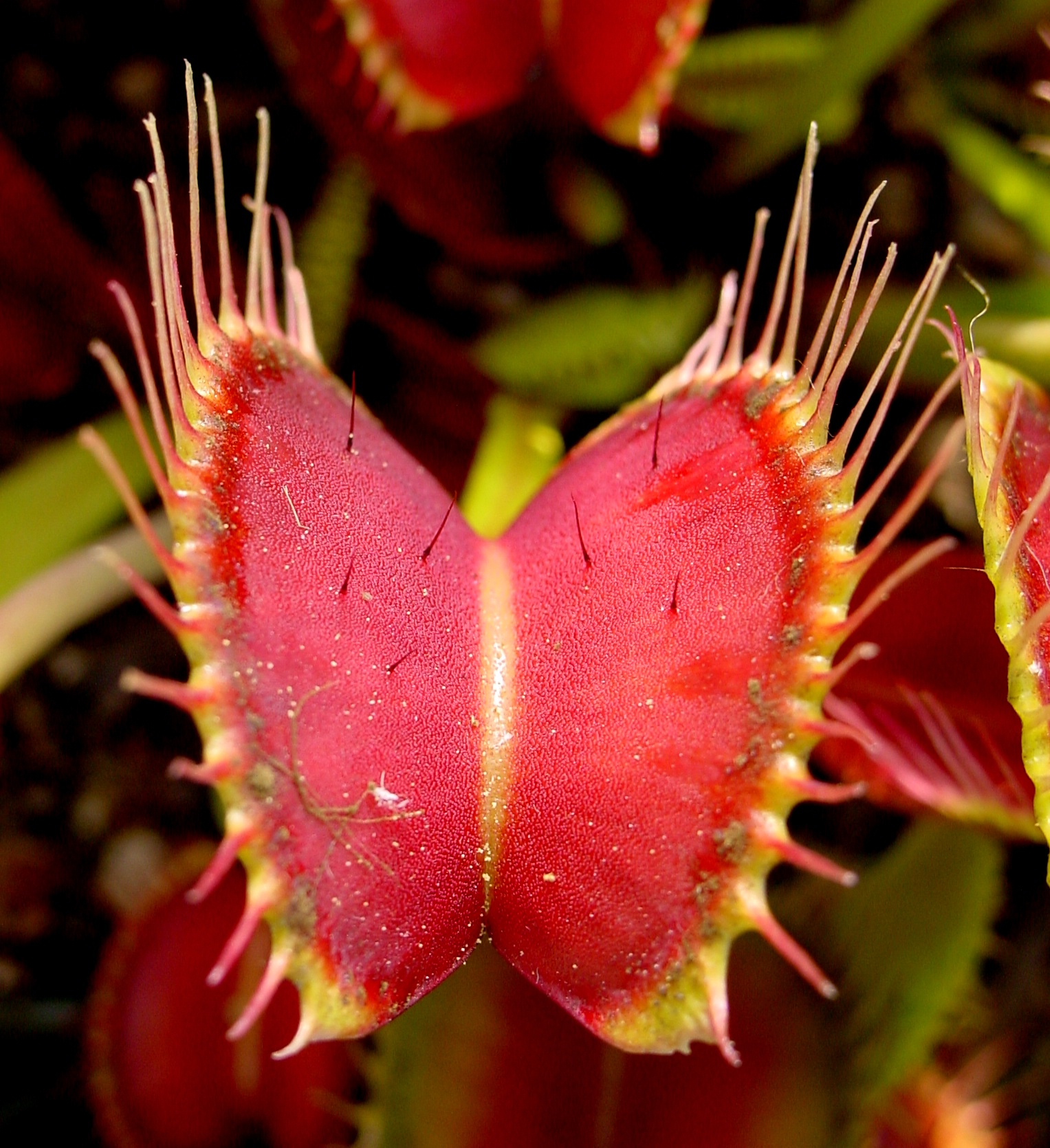
Liść pułapkowy z włoskami czuciowymi